# Guillaume de Volpiano
Pour les articles homonymes, voir Guillaume.
Guillaume de Volpiano ou encore Guillaume de Dijon ou encore Guillaume de Cluny (Willelmus en latin), Guglielmo da Volpiano en italien (962 † 1er janvier 1031), est un religieux et réformateur liturgique piémontais. 
En tant que réformateur, son action concerne de très nombreux monastères, notamment en Normandie comme à Fécamp, à Jumièges, à Bernay ou encore, Troarn. Puis, par contrecoup, cela concerne par la suite les monastères de l'Angleterre anglo-saxo-danoise, comme à l'abbaye Hailes à Winchcombe et à Gloucester. Il fit de ces monastères des asiles de sainteté et de savoir.
C'est un saint chrétien fêté le 1er janvier.

## Famille
Guillaume naît en juin ou juillet 962, selon les hypothèses à Volpiano, à Novare ou à Orta San Giulio,, fils de Robert, comte de Volpiano, au service du roi Bérenger II d'Italie et de Périnza, de haute noblesse appartenant à la maison d'Ivrée, parente du roi Bérenger II. Il reçoit son nom de  son parrain, l'empereur Otton Ier, et de sa femme l'impératrice Adélaïde, fille de Rodolphe II, roi de Bourgogne,.

## Biographie
Oblat de Lucedio, il devient ensuite diacre. Il suit des cours de grammaire à Pavie. Guillaume devient moine dans l'ordre de Cluny à l'âge de 25 ans, quand Mayeul de Cluny rentre en 987, en Bourgogne, il est accompagné de Guillaume. Il est ensuite chargé du prieuré Saint-Saturnin de Pont-Saint-Esprit.
Le 24 novembre 989, il arrive à l'abbaye Saint-Bénigne de Dijon. Le 7 juin 990, il devient prêtre et abbé de Saint-Bénigne. En cette même année 990, Foucher prieur du prieuré Saint-Léger près de Pontarlier porte plainte contre lui et son abbaye Saint-Bénigne de Dijon au sujet du bois de Haute-Serve à Cessey-sur-Tille devant Henri le Grand, duc de Bourgogne, avoué de Saint-Léger, Otte-Guillaume de Bourgogne, comte de Mâcon et de Bourgogne, avoué de Saint-Bénigne, et Brunon de Roucy, évêque de Langres. Les parties sont invitées à procéder à la vue du bois, en présence du comte Richard de cives de Dijon, et de plusieurs nobles, chargés de trancher le débat. Ceux-ci prescrivent un combat singulier. Au jour fixé, il est seul à comparaître, son adversaire se déroba.
Il est chargé peu après par Brunon de Roucy, évêque de Langres, des monastères de Saint-Pierre de Bèze, de Moutiers-Saint-Jean, de Tonnerre et Notre-Dame de Molesme. Le duc de Bourgogne Henri le Grand le fait abbé de l'Abbaye Saint-Vivant de Vergy. En 996, l'évêque de Metz Adalbéron II l'appelle pour réformer Saint-Arnoul de Metz, puis l'Abbaye Saint-Èvre de Toul. En l’an 1000 ou 1001, il fonde l'abbaye de Fruttuaria.
Répondant à l'appel du jeune duc Richard II l'Irascible, il part en 1001 pour le duché de Normandie dans le but, entre autres, de faire restaurer l'abbaye de la Trinité de Fécamp.
En 1012, l'évêque de Metz Thierry II lui confie l'abbaye de Gorze. Puis il devient en 1015 abbé de Jumièges.

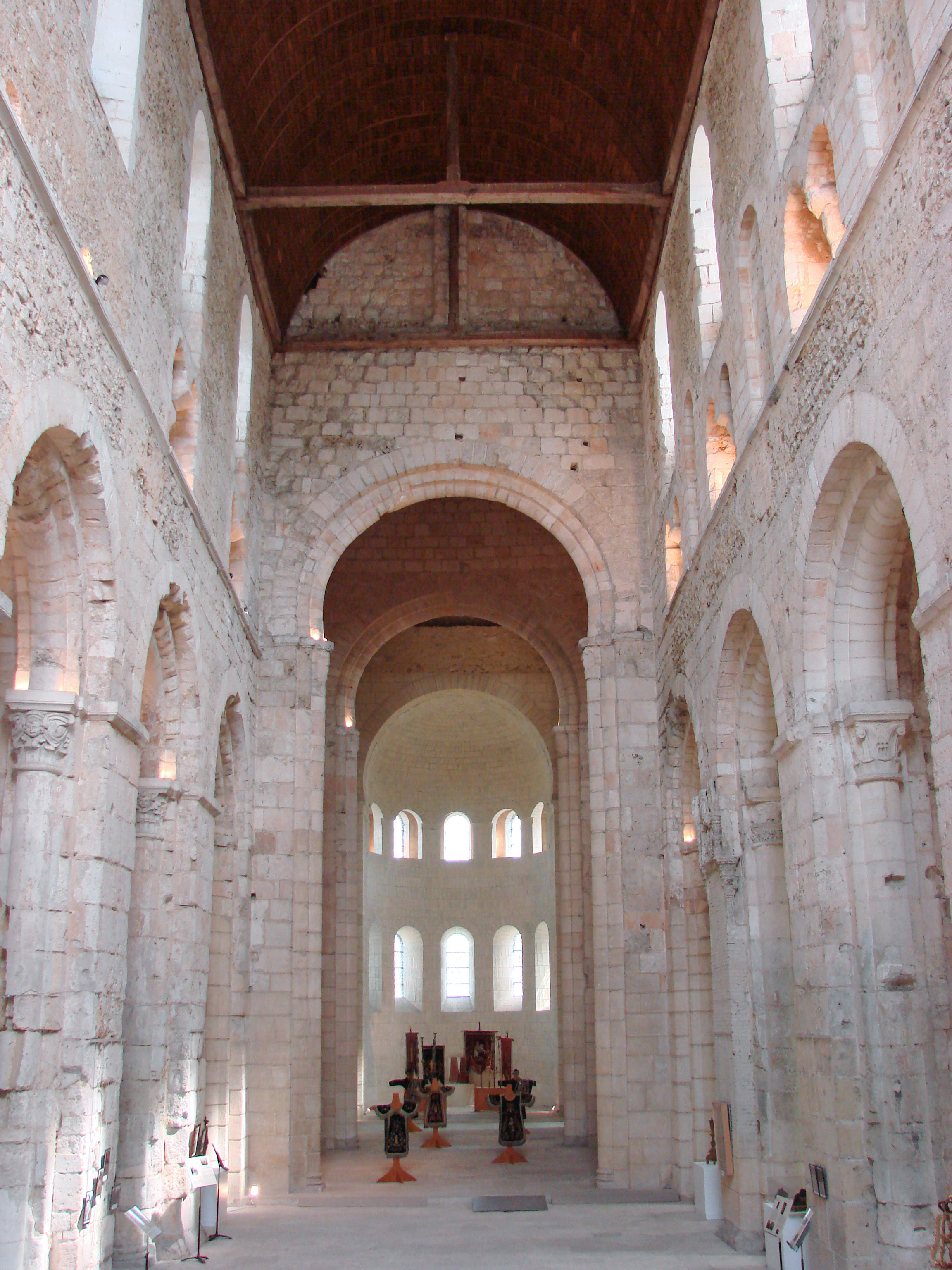
Abbatiale Notre-Dame de Bernay, dont Guillaume aurait lancé la construction.

Le 25 décembre 1016, le pape Benoît VIII accorde le privilège d'exemption à l'abbaye de Fécamp. En 1025, le duc Richard le fait abbé de Bernay, qu'il rattache à Fécamp. Selon Joseph Decaëns, Guillaume aurait lancé la construction de l'abbatiale.
Il réforme en 1026 les abbayes Saint-Mansui et de Moyenmoutier, ainsi que celle de Saint-Germain-des-Prés à Paris.
Il apporte avec lui l'architecture lombarde d'Italie du Nord.
Il résigne en 1028 de l'abbatiat de Fécamp et nomme son successeur Jean d’Allie. Il meurt à Fécamp le 1er janvier 1031 et est inhumé devant l'autel Saint-Taurin ou au milieu de l'église. Son œuvre de réformateur est immense ; à son décès ce ne sont pas moins d'une quarantaine d'abbayes, en Bourgogne, Lorraine et Normandie qu'il a réformées.

## Iconographie
- Sculpture de l'abbé Volpiano représenté en pied sur l'ambon de la basilique San Giulio (XIIe siècle) sur l'île d'Orta, Italie[11]
- Statue de Guillaume de Volpiano sur son mausolée dans l'abbatiale de la Trinité de Fécamp.